# Acontia aniluna
Acontia aniluna là một loài bướm đêm trong họ Noctuidae.